# Sergej Sjubenkov
Sergej Sjubenkov (ryska: Сергей Владимирович Шубенков), född 10 oktober 1990 i Barnaul, är en rysk friidrottare. Sjubenkov deltog vid olympiska sommarspelen 2012 och tog VM-guld 2015 på 110 meter häck.
Vid Världsmästerskapen i friidrott 2019 tog Sjubenkov silver på 110 meter häck.